# Le lacrime amare di Petra von Kant (dramma)
Le lacrime amare di Petra von Kant (Die bitteren Tränen der Petra von Kant) è un'opera teatrale scritta da Rainer Werner Fassbinder nel 1971 in 5 atti. Lo stesso regista, un anno più tardi, ne farà un adattamento cinematografico.

## Trama
Petra von Kant, stilista di successo, colta ed amante del bello ma svuotata dentro da due matrimoni andati male, non trova stimoli neanche nel lavoro. Vive in un ambiente molto raffinato e personale con la segretaria e domestica Marlene. La sua esistenza è profondamente turbata dall'incontro con la giovane e bella Karin Trimm, presentatale dall'amica Sidonie von Grasenabb. Petra ne rimane totalmente ammaliata e si offre di aiutarla a inserirla nel mondo della Moda. Karin accetta e va a vivere insieme a lei; ma la possessività e la gelosia di Petra finiscono però per opprimerla, tanto da farla scappare via. Petra rimane solo con la fedele Marlene, il cui sforzo non è mai apprezzato e che anzi viene spesso maltrattata. Nel giorno del suo compleanno, ha una crisi isterica e maltratta la madre, la figlia e Sidonie che la vengono a trovare. In seguito Karin le telefona e Petra riesce a risponderle pacatamente. Sente la voglia pungente di rinascere, magari con l'aiuto di Marlene.

## Rappresentazioni
La prima di Die bitteren Tränen der Petra von Kant ha debuttato il 5 giugno 1971 al Theater am Turm di Francoforte sul Meno per la regia di Peer Raben.
La prima italiana è stata il 23 aprile 1979 al Piccolo Eliseo di Roma, nella traduzione di Umberto Gandini, scene di Giovanni Agostinucci, regia di Mario Ferrero, con Fulvia Mammi, Susanna Javicoli, Valentina Sperlì, Flora Mastoianni, Dina Sassoli, Lina Sastri.

## Adattamenti cinematografici
Sono state realizzate le seguenti trasposizioni per il cinema:
- Le lacrime amare di Petra von Kant, regia di Rainer Werner Fassbinder (1972)
- Peter von Kant, regia di François Ozon (2022)